# جمهوری استاری بویان

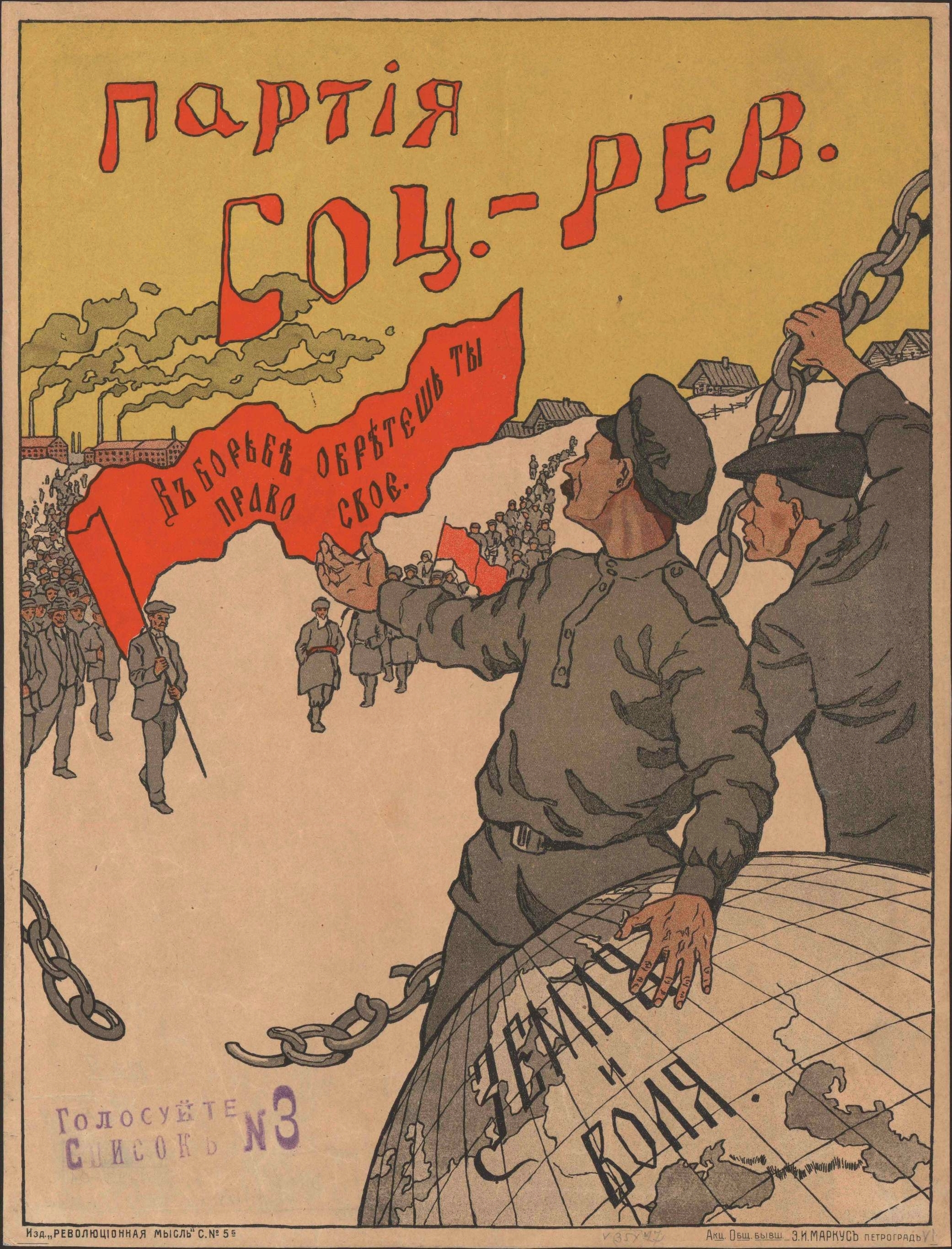
پوستر انقلابی سوسیالیستی

جمهوری اِستاری بویان (به روسی: Старобуянская республика، تلفظ: اِستاروبویانسکایا رسپوبلیکا) نام یک جنبش جدایی‌طلب کوتاه‌مدت در استان سامارای روسیه در خلال انقلاب ۱۹۰۵ روسیه بود.

## پیشینه
روستای نوایا تزاروشچینا خاستگاه این جنبش بود زیرا انقلابیون سوسیالیستی از دهه ۱۸۸۰ در آن نفوذ یافته بودند. بسیاری از این افراد بعداً رهبران «جمهوری» شدند.
در سال ۱۹۰۲، آموزگاران روستا گروهی به نام «باشگاه انقلابی دهقانان» تشکیل دادند که فعالیت آن از سال ۱۹۰۴ اوج گرفت. در همان زمان یکی از انقلابیون فعال به نام اکرموفسکی به سامارا آمد و اتحادیه دهقانان را در آنجا سازماندهی کرد.